# 清水英二
清水 英二（しみず えいじ、1979年11月20日 - ）は競技麻雀のプロ雀士である。麻将連合所属。京都府出身。

## 経歴
1972年11月20日、京都府に産まれる。
雀風は面前重視。

## 獲得タイトル
- 第12期将王[1]
- 将星3期[1]